# Liste der Baudenkmäler in Gauting

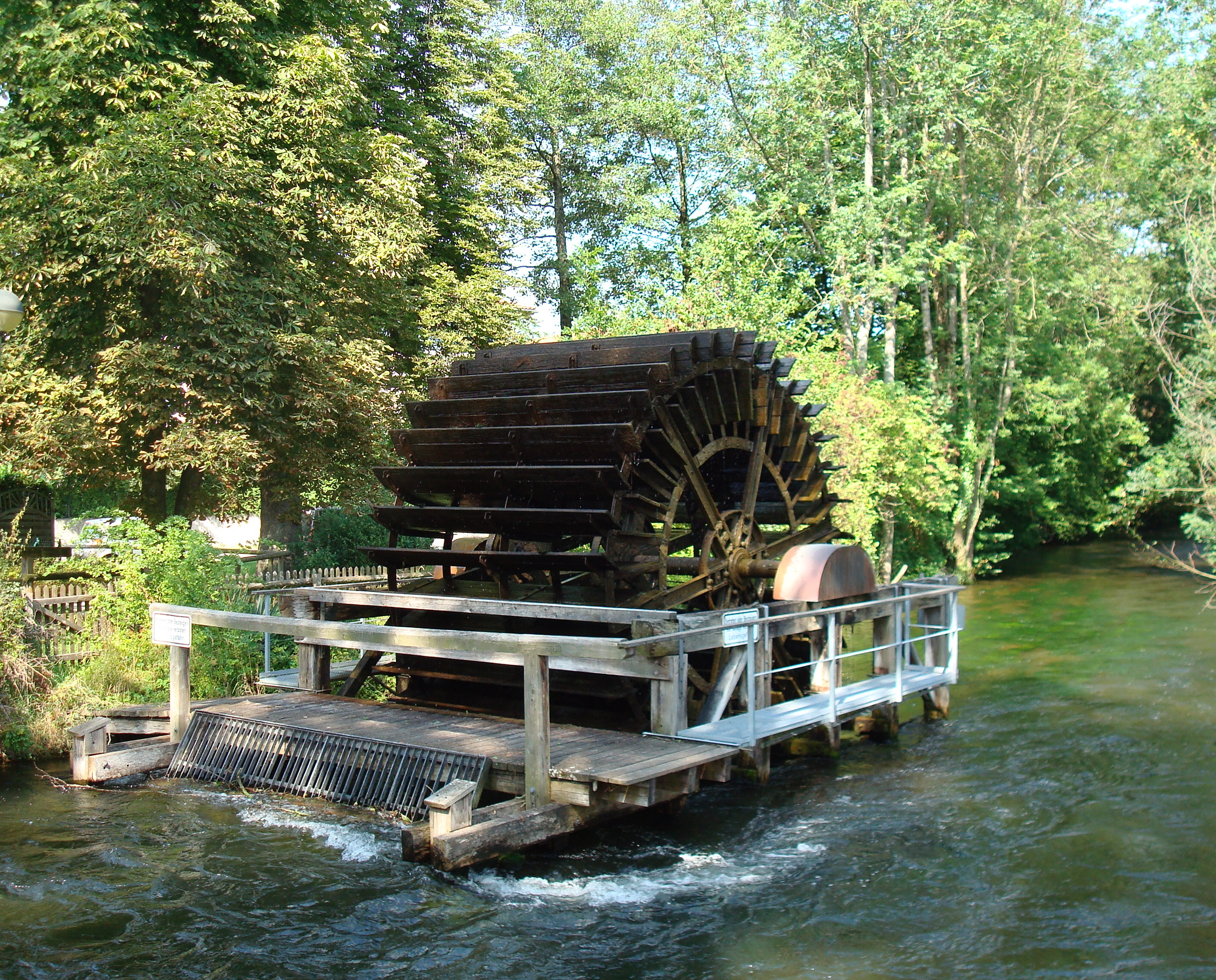
Altes Gautinger Wasserrad auf der Würm

Auf dieser Seite sind die Baudenkmäler in der oberbayerischen Gemeinde Gauting zusammengestellt. Diese Tabelle ist eine Teilliste der Liste der Baudenkmäler in Bayern. Grundlage ist die Bayerische Denkmalliste, die auf Basis des Bayerischen Denkmalschutzgesetzes vom 1. Oktober 1973 erstmals erstellt wurde und seither durch das Bayerische Landesamt für Denkmalpflege geführt wird. Die folgenden Angaben ersetzen nicht die rechtsverbindliche Auskunft der Denkmalschutzbehörde.

## Baudenkmäler nach Ortsteilen

### Gauting
| Lage                                            | Objekt                                                    | Beschreibung | Akten-Nr.                       | Bild                                  |
| ----------------------------------------------- | --------------------------------------------------------- | --- | ------------------------------- | ------------------------------------- |
| Ammerseestraße 17 (Standort)                    | Christuskirche                                            | Evangelisch-lutherische Pfarrkirche; Saalbau in Backstein mit Doppelturmfront in reduziert romanisierenden Formen, von Theodor Fischer, 1928, Wandmalereien von Max Unold und Portal von Friedrich Lommel, 1933; mit Ausstattung. | D-1-88-120-35 Wikidata          | weitere Bilder                        |
| Ammerseestraße 18 (Standort)                    | Ehemaliges Direktionsgebäude der Austria-Zigarettenfabrik | Mansarddachbau, symmetrisch, mit Erkern, Gauben und dekorativen Fassadenmalereien, im barockisierenden Heimatstil, um 1925 | D-1-88-120-36 Wikidata          | weitere Bilder                        |
| Ammerseestraße 84 (Standort)                    | Villa                                                     | Zweigeschossiger Bau mit Staffelgiebel, Eckerkerturm, rückwärtigem und bergfriedartigem Treppenturm, von Max Ostenrieder und Emil Ludwig, 1905 | D-1-88-120-2 Wikidata           | weitere Bilder                        |
| Am Schloßpark 11, 13, 15, 17, 19 (Standort)     | Schloss Fußberg                                           | Ehemaliges Hofmarksschloss, dreigeschossiger Walmdachbau mit Belvedere, im Kern 17. Jahrhundert, 1721 und Mitte 19. Jahrhundert umgebaut; mit Ausstattung | D-1-88-120-1 Wikidata           | weitere Bilder                        |
| Am Schloßpark 13 (Standort)                     | Ehemalige Remise                                          | Eingeschossiger Walmdachbau, im 18. Jahrhundert über älterem Kern errichtet, später verändert | D-1-88-120-1 zugehörig Wikidata | Ehemalige Remise                      |
| Am Schloßpark 11, 13, 15, 17, 19 (Standort)     | Parkanlage                                                | Parkanlage im Englischen Stil mit Weiher, Mitte 19. Jahrhundert, mit Gartenfiguren des 18. Jahrhunderts und Gartenarchitekturen des späteren 19. Jahrhunderts | D-1-88-120-1 zugehörig Wikidata | weitere Bilder                        |
| Am Schloßpark 11 (Standort)                     | Schweizer Haus                                            | Zweigeschossiger Satteldachbau mit dreiseitig umlaufendem Balkon, Fachwerk-Obergeschoss, spätes 19. Jahrhundert | D-1-88-120-1 zugehörig Wikidata | Schweizer Haus                        |
| Bahnhofstraße 20 (Standort)                     | Unsere Liebe Frau                                         | Katholische Filialkirche; Langhaus von 1465 und im 18. Jahrhundert erweitert, Chor bezeichnet 1489; mit Ausstattung. | D-1-88-120-3 Wikidata           | weitere Bilder                        |
| Bahnhofstraße 23D (Standort)                    | Kriegerdenkmal                                            | Heroenfigur von Karl Himmelstoss, 1929 | D-1-88-120-4 Wikidata           | Kriegerdenkmal                        |
| Bergstraße 40 (Standort)                        | Villa                                                     | Zweigeschossiger, historisierender Walmdachbau über hohem Souterrain, Ostseite mit Eckerkern, Westseite mit zentralem, aus der Front vortretendem Treppenhaus; mit Gartenportal; von Georg Kraus, 1926 | D-1-88-120-5 Wikidata           | weitere Bilder                        |
| Clermont l'Herault-Brücke 2 (Standort)          | Figur des heiligen Johann von Nepomuk                     | 1947 von Reinhold Fritz, auf der Würmbrücke | D-1-88-120-22 Wikidata          | Figur des heiligen Johann von Nepomuk |
| Gartenpromenade 1 (Standort)                    | Einfamilienhaus                                           | Eingeschossiger Mansardwalmdachbau mit Zwerchgiebel an der Frontseite und Erker, im Reformstil, von Walter Sartorius, 1910 | D-1-88-120-7 Wikidata           | Einfamilienhaus                       |
| Gartenpromenade 30 (Standort)                   | Villa                                                     | Aus zwei Baukörpern unterschiedlicher Firsthöhe bestehend; östlicher Teil: eingeschossiger Schopfwalmdachbau mit holzverschaltem Kniestock; westlicher Teil: dreigeschossiger Satteldachbau mit Fachwerkgiebel, von Emil Ludwig, 1903 | D-1-88-120-67 Wikidata          | Villa                                 |
| Germeringer Straße 2 (Standort)                 | Villa                                                     | Zweigeschossiger Zeltdachbau mit Zwerchhaus und -giebeln, Pilaster- und Putzgliederungen, historisierend, von Christian Kessler, 1909 | D-1-88-120-8 Wikidata           | weitere Bilder                        |
| Germeringer Straße 23/25 (Standort)             | Villa                                                     | Villa, bestehend aus zwei unterschiedlich großen und versetzt angeordneten Gebäuden mit Verbindungsbau: sogenanntem Gartenhaus, eingeschossiger Satteldachbau mit holzverschaltem Giebelbalkon, um 1915/1920; Haupthaus, zweigeschossiger Satteldachbau, holzverschaltes Obergeschoss und Giebel, profilierter Ziererker an der Südostecke und zweigeschossigem Verbindungsbau mit Fachwerkapplikation im ersten Obergeschoss, von Hans Noë, bezeichnet 1923 | D-1-88-120-77 Wikidata          | Villa                                 |
| Germeringer Straße 28 (Standort)                | Gartenvilla                                               | Zweigeschossiger, neuklassizistischer Walmdachbau mit bossierter Pilastergliederung, Gartenfront nach Süden mit zwei Erkern, nördliche Eingangsfront mit vortretenden kurzen Querflügeln, dazwischen Eingangsloggia, von Bernhard Borst, 1923 | D-1-88-120-9 Wikidata           | weitere Bilder                        |
| Gisilastraße 4 (Standort)                       | Einfamilienhaus                                           | Eingeschossiger Walmdachbau mit zwei Schopfwalmgiebeln und abgeschlepptem Vorbau, im Reformstil, von Emil Ludwig, 1906 | D-1-88-120-11 Wikidata          | Einfamilienhaus                       |
| Gisilastraße 8 (Standort)                       | Einfamilienhaus                                           | Eingeschossiger Schopfwalmdachbau mit abgeschlepptem Vorbau, im Reformstil, von Emil Ludwig, 1906 | D-1-88-120-12 Wikidata          | Einfamilienhaus                       |
| Gisilastraße 10 (Standort)                      | Einfamilienhaus                                           | Zweigeschossiger Fußwalmdachbau, Zwerchhaus an der Nordseite und verandaartigen Ausbauten, historisierend, um 1905 | D-1-88-120-13 Wikidata          | Einfamilienhaus                       |
| Gisilastraße 12 (Standort)                      | Villa                                                     | Zweigeschossiger Satteldachbau, im Reformstil, mit polygonalem Eckerker und Treppenturm, Fenster mit Rahmung, 1908 | D-1-88-120-71 Wikidata          | Villa                                 |
| Hauptplatz 1, Starnberger Straße 1 (Standort)   | Wohnhaus                                                  | Breit gelagerter Walmdachbau mit Schleppgauben, im Reformstil, von Georg Lindner, 1908; Turbinenhaus, rückwärtig angebaut, Ende 19. Jahrhundert | D-1-88-120-14 Wikidata          | weitere Bilder                        |
| Hiltlstraße 18 (Standort)                       | Wohnhaus                                                  | Zweigeschossiger Satteldachbau mit polygonalem Erker, Putzbänderung, 1920/1930; mit Garteneinfriedung | D-1-88-120-15 Wikidata          | weitere Bilder                        |
| Hubert-Deschler-Straße 6 (Standort)             | Einfamilienhaus                                           | Eingeschossiger Mansarddachbau mit Eingangsnische über Säulen, im Reformstil, um 1911 | D-1-88-120-34 Wikidata          | Einfamilienhaus                       |
| Karlstraße 4 (Standort)                         | Wohnhaus                                                  | Erdgeschossiger, barockisierender Mansardwalmdachbau mit Putzgliederung, 1924 | D-1-88-120-68 Wikidata          | weitere Bilder                        |
| Karlstraße 16 (Standort)                        | Einfamilienhaus                                           | Eingeschossiger Mansarddachbau mit Gauben und Atelierfenster, im Reformstil, von dem Maler Siegfried Schneider für sich selbst erbaut, um 1910 | D-1-88-120-16 Wikidata          | Einfamilienhaus                       |
| Karlstraße 17 (Standort)                        | Einfamilienhaus                                           | Eingeschossiger Satteldachbau mit breiter Schleppgaube, in Formen der traditionellen Moderne, von Feye Peins, 1928 | D-1-88-120-17 Wikidata          | Einfamilienhaus                       |
| Königswieser Straße 1 (Standort)                | Zweifamilienhaus                                          | Zweigeschossiger Mansardwalmdachbau mit Risalit und Walmdachgaube, im Reformstil, von Albert Burger für sich selbst erbaut, 1911 | D-1-88-120-18 Wikidata          | weitere Bilder                        |
| Kreuzlingerforststraße 22 (Standort)            | Wohnhaus                                                  | Erdgeschossiger Flachdachbau, in Tafelbauweise mit horizontaler Holzverschalung und südlichem aufgeständertem Vordach, von Richard Riemerschmid, 1928, östlicher Anbau, nach 1928. | D-1-88-120-93 Wikidata          | weitere Bilder                        |
| Leo-Putz-Weg 1 (Standort)                       | Villa Putz                                                | Eingeschossiger Mansardwalmdachbau, symmetrisch angefügte Seitentrakte mit chorartigen Abschlüssen, barockisierend, für den Maler Leo Putz erbaut, von Hans Göpfert, 1921 | D-1-88-120-20 Wikidata          | weitere Bilder                        |
| Luitpoldstraße 1 (Standort)                     | Villa                                                     | Zweigeschossiger Satteldachbau, einseitig mit Schopf, umlaufenden hölzernen Balusterlauben, im Reformstil, um 1905 | D-1-88-120-10 Wikidata          | weitere Bilder                        |
| Münchener Straße 3 (Standort)                   | Bauernhaus                                                | Zweigeschossiger Mitterstallbau mit Remise, Mitte 19. Jahrhundert, im Kern älter | D-1-88-120-21 Wikidata          | Bauernhaus                            |
| Münchener Straße 69 (Standort)                  | Denkmal                                                   | Denkmal für Freiherr von Rotenhan, Gründer des Bayerischen Radsportverbands, Stele über quadratischem Grundriss mit Bronzeportraitkopf, von Max Wittmann, 1928 | D-1-88-120-24 Wikidata          | Denkmal                               |
| Nähe Ledererstraße, Münchener Straße (Standort) | Wegkreuz                                                  | Um 1908 | D-1-88-120-23 Wikidata          | weitere Bilder                        |
| Pfarrweg 2 (Standort)                           | Pfarrkirche St. Benedikt                                  | Katholische Pfarrkirche; flachgedeckte Wandpfeilerkirche mit eingezogenem, erhöhten Chor, von Georg Buchner, 1934/1935, unter Einbeziehung des Turms des Vorgängerbaus, 16. Jahrhundert; mit Ausstattung. | D-1-88-120-25 Wikidata          | weitere Bilder                        |
| Pippinstraße 1 (Standort)                       | Gasthaus zum Bären                                        | Dreigeschossiger Walmdachbau mit Zwerchhaus, Eckerkern und stuckiertem Eingangsvorbau, im Reformstil, von Christian Kessler, 1911; in städtebaulich bedeutender Lage | D-1-88-120-26 Wikidata          | Gasthaus zum Bären                    |
| Pippinstraße 4 (Standort)                       | Landhaus                                                  | Eingeschossiger Schopfwalmdachbau, mit Zwerchhäusern, Giebellaube und verschindeltem Dachgeschoss, im Heimatstil, von Emil Ludwig, 1904 | D-1-88-120-28 Wikidata          | Landhaus                              |
| Pippinstraße 9 (Standort)                       | Villa                                                     | Zweigeschossiger Walmdachbau über winkelförmigem Grundriss mit eingestelltem Rundturm, in der Formensprache des Expressionismus, von Lorenz Mesch, 1929 | D-1-88-120-27 Wikidata          | Villa                                 |
| Pippinstraße 14 (Standort)                      | Villa                                                     | Eingeschossiger Satteldachbau mit verschindeltem Dachgeschoss und Zwerchhausrisalit, im Heimatstil, von Johann Hauser, 1903; eines der ersten Sommerhäuser der Gautinger Villenkolonie | D-1-88-120-72 Wikidata          | Villa                                 |
| Pippinstraße 18 (Standort)                      | Villa                                                     | Zweigeschossiger Walmdachbau mit Erkern und Zwerchhausrisalit, im Reformstil, 1913 | D-1-88-120-73 Wikidata          | weitere Bilder                        |
| Planegger Straße 22 E (Standort)                | Jüdischer Friedhof                                        | Anlage mit Mahnmal, Birkenallee und zahlreichen Grabmälern, Einfriedungen aus Hecken und Tor, 1945–57 | D-1-88-120-101                  | weitere Bilder                        |
| Planegger Straße 30 (Standort)                  | Aussegnungshalle mit Totenhaus des Waldfriedhofs Gauting  | Erdgeschossige, horizontal betonte Baugruppe, daraus hervorgehoben Feierhalle mit Pultdach, am Vorhof offener Turm, in modern-reduzierter Formensprache, von Alexander Freiherr von Branca unter Mitarbeit von Erhard Fischer, 1964 bis 1965; mit Ausstattung. | D-1-88-120-82 Wikidata          | weitere Bilder                        |
| Schloßstraße 12 (Standort)                      | Mühlrad                                                   | Wasserrad der ehemaligen Papiermühle, 1878, moderne Aufstellung am Würmlauf | D-1-88-120-19 Wikidata          | Mühlrad                               |
| Unterbrunner Straße 4 (Standort)                | Einfamilienhaus                                           | Eingeschossiger Schopfwalmdachbau mit Eckerkerturm, Bodenerkern, hölzerner Laube mit Vordach und Eingangsnische, im Heimatstil, von Franz Xaver Sepp, 1916 | D-1-88-120-29 Wikidata          | Einfamilienhaus                       |
| Waldpromenade 20 (Standort)                     | Landhaus                                                  | Eingeschossiger Satteldachbau mit hohem Zwerchhaus und Fenstererkern, im Reformstil, von Walter Sartorius, 1914 | D-1-88-120-31 Wikidata          | Landhaus                              |
| Waldpromenade 21 (Standort)                     | Haus Zerboni                                              | Zweigeschossiger historistischer Satteldachbau, einseitig mit Schopf, Zwerchhäusern mit Belvedereturm, umlaufender Rundbogenfries, Rundbogenfenstergruppen und Bauskulpturen, um 1905 | D-1-88-120-32 Wikidata          | weitere Bilder                        |
| Waldpromenade 40 (Standort)                     | Villa                                                     | Zweigeschossiger Satteldachbau mit Zwerchhausrisalit und verschindelten Giebeln und Loggia, im Reformstil, von Alexander Hohrath, 1908 | D-1-88-120-33 Wikidata          | Villa                                 |
| Zugspitzstraße 15 (Standort)                    | Villa                                                     | Zweigeschossiger Steilsatteldachbau mit Vorbau an der Südseite, in Formen der konservativen Moderne, von Architekt Amesmeier, 1926; Einfriedungsmauer und kleines Nebengebäude, gleichzeitig | D-1-88-120-37 Wikidata          | weitere Bilder                        |

### Buchendorf
| Lage                                   | Objekt                                                        | Beschreibung | Akten-Nr.              | Bild                                                          |
| -------------------------------------- | ------------------------------------------------------------- | --- | ---------------------- | ------------------------------------------------------------- |
| An der Mariensäule 1 (Standort)        | St. Michael                                                   | Katholische Filialkirche, ältester Teil (Westwand) aus Feldstein um 800, romanische Saalkirche aus Tuffstein um 1100, um 1485 Anbau des gotischen Chores und des Turms, im Inneren barockisiert und im 19. Jahrhundert regotisiert; mit Ausstattung. | D-1-88-120-38 Wikidata | weitere Bilder                                                |
| An der Mariensäule (Standort)          | Mariensäule                                                   | Gusseisenfigur auf Steinsäule, bezeichnet 1893 | D-1-88-120-41 Wikidata | weitere Bilder                                                |
| Forstenrieder-Park-Straße 2 (Standort) | Ehemaliges Pfarrhaus des Pfarrhofs von Gauting und Buchendorf | Jetzt Kloster der Heiligen Elisabeth; zweigeschossiger Satteldachbau mit Staffelgiebel und segmentbogigen Fenstern; angrenzender ehemaliger Stadel, Satteldachbau, teilweise gewölbt; 1857                                                           | D-1-88-120-40 Wikidata | Ehemaliges Pfarrhaus des Pfarrhofs von Gauting und Buchendorf |
| Neurieder Straße 4 (Standort)          | Ehemaliges Schulhaus                                          | Ehemaliges Schulhaus mit Lehrerwohnung, zweigeschossiger Walmdachbau mit polygonalem Erker und Zwerchhaus, 1908; mit Einfriedung | D-1-88-120-70 Wikidata | weitere Bilder                                                |

### Hausen
| Lage                          | Objekt                                          | Beschreibung | Akten-Nr.              | Bild           |
| ----------------------------- | ----------------------------------------------- | --- | ---------------------- | -------------- |
| Oberbrunner Weg 3 (Standort)  | Wohnstallhaus                                   | Zweigeschossiger Satteldachbau mit Widerkehr, erste Hälfte 19. Jahrhundert; zugehörig Wandbilder aus Blech mit Darstellungen des Heiligen Georg und Maria, zeitgleich | D-1-88-120-44 Wikidata | weitere Bilder |
| Oberbrunner Weg 6 (Standort)  | Katholische Filialkirche Heilige Dreifaltigkeit | nach Brand von 1815 wieder 1822 errichtet; mit Ausstattung. | D-1-88-120-42 Wikidata | weitere Bilder |
| Taubenhüller Weg 8 (Standort) | Wohnstallhaus                                   | Einfirsthof, Wohnteil, zweigeschossiger Satteldachbau mit Putzgliederungen, Stall mit Kniestock und abgeschlepptem Dach, Mitte 19. Jahrhundert                        | D-1-88-120-43 Wikidata | Wohnstallhaus  |

### Königswiesen
| Lage                      | Objekt                              | Beschreibung                                                                                        | Akten-Nr.              | Bild           |
| ------------------------- | ----------------------------------- | --------------------------------------------------------------------------------------------------- | ---------------------- | -------------- |
| Königswiesen 5 (Standort) | Katholische Filialkirche St. Ulrich | spätgotischer Bau und letztes erhaltenes Gebäude des ehemaligen Ortes Königswiesen, 15. Jahrhundert | D-1-88-120-45 Wikidata | weitere Bilder |

### Oberbrunn
| Lage                    | Objekt             | Beschreibung                                                                        | Akten-Nr.              | Bild           |
| ----------------------- | ------------------ | ----------------------------------------------------------------------------------- | ---------------------- | -------------- |
| Landstraße 3 (Standort) | St. Peter und Paul | Katholische Kirche; Turmuntergeschoss spätgotisch, sonst von 1864; mit Ausstattung. | D-1-88-120-46 Wikidata | weitere Bilder |

### Stockdorf
| Lage                           | Objekt                          | Beschreibung | Akten-Nr.              | Bild            |
| ------------------------------ | ------------------------------- | --- | ---------------------- | --------------- |
| Bahnstraße 12 (Standort)       | Ehemalige Pfarrkirche St. Vitus | jetzt Kapelle, ausgebaut 1857, im Kern älter; mit Ausstattung. | D-1-88-120-48 Wikidata | weitere Bilder  |
| Bahnstraße 36 (Standort)       | Villa                           | Eingeschossiger Mansarddachbau mit erkerartigen Eckausbildungen und Zwerchgiebel, im Reformstil, von A. von Schorn, 1912                                                                            | D-1-88-120-49 Wikidata | Villa           |
| Bennostraße 6/8 (Standort)     | Doppelwohnhaus                  | Eingeschossiger Mansarddachbau über hohem Souterrain, im Reformstil, giebelseitig mit Altane und Standerker, Dachgeschoss mit Atelierfenster, 1905/1910                                             | D-1-88-120-50 Wikidata | Doppelwohnhaus  |
| Gautinger Straße 22 (Standort) | Villa                           | Eingeschossiger Mansardwalmdachbau über hohem Sockel und zwei weit vorgezogenen Runderkern und Zwerchhäusern, um 1920                                                                               | D-1-88-120-75 Wikidata | Villa           |
| Kreuzweg 4 (Standort)          | Einfamilienhaus                 | Eingeschossiger Mansarddachbau mit Erker, im Reformstil, um 1905/1910 | D-1-88-120-51 Wikidata | Einfamilienhaus |
| Kreuzweg 7 (Standort)          | Einfamilienhaus                 | Eingeschossiger Mansardschopfwalmdachbau mit Erker, im Reformstil, 1910 | D-1-88-120-52 Wikidata | weitere Bilder  |
| Kreuzweg 11 (Standort)         | Einfamilienhaus                 | Eingeschossiger Mansardwalmdachbau, Giebel verschindelt, im Reformstil, um 1905/1910 | D-1-88-120-53 Wikidata | Einfamilienhaus |
| Kreuzweg 25 (Standort)         | Einfamilienhaus                 | Eingeschossiger Satteldachbau mit Zwerchhaus, an der Südseite Loggia, im Reformstil, 1909 | D-1-88-120-54 Wikidata | weitere Bilder  |
| Tellhöhe 5 (Standort)          | Etagenvilla                     | Zweigeschossiger, historistischer Satteldachbau mit Putzgliederungen, polygonalem Eckturm, Veranda und Erker, von Bernhard Schießl, 1906; in stilistischem Bezug zu Tellhöhe 7                      | D-1-88-120-55 Wikidata | Etagenvilla     |
| Tellhöhe 6 (Standort)          | Wohnhaus                        | Kleiner eingeschossiger Massivbau mit steil abgewalmtem Zollingerdach und Fußwalm, von Karl Schmidt, 1927/1928                                                                                      | D-1-88-120-79 Wikidata | Wohnhaus        |
| Tellhöhe 7 (Standort)          | Etagenvilla                     | Zweigeschossiger, historistischer Satteldachbau mit Putzgliederungen, polygonalem Eckturm, Veranda und Erker, von Bernhard Schießl, 1906; in stilistischem Bezug zu Tellhöhe 5                      | D-1-88-120-56 Wikidata | weitere Bilder  |
| Zumpestraße 2 (Standort)       | Villa                           | Zweigeschossiger Walmdachbau über hohem Sockelgeschoss, mit Walmdachrisaliten, Eckerkerturm, Putzgliederungen mit Eckquaderung, Wandbild an der Ostseite, historistisch, von Bernhard Schießl, 1905 | D-1-88-120-57 Wikidata | Villa           |
| Zweigstraße 2 (Standort)       | Einfamilienhaus                 | Eingeschossig, mit abgewalmtem Mansarddach und Erker, im Reformstil, von Bernhard Schießl, 1910; Garage gleichzeitig                                                                                | D-1-88-120-59 Wikidata | Einfamilienhaus |

### Unterbrunn
| Lage                           | Objekt                                 | Beschreibung | Akten-Nr.                        | Bild                            |
| ------------------------------ | -------------------------------------- | --- | -------------------------------- | ------------------------------- |
| Hauptstraße 13 (Standort)      | Gasthaus                               | Langgestreckter, zweigeschossiger Satteldachbau mit Kniestock, bezeichnet 1865 | D-1-88-120-60 Wikidata           | weitere Bilder                  |
| Hauptstraße 13a (Standort)     | Nebengebäude                           | Ökonomieteil mit Schlachtküche und Stallstadel, Ende 19. Jahrhundert | D-1-88-120-60 zugehörig Wikidata | Nebengebäude                    |
| Hauptstraße 14 (Standort)      | Ehemaliger Bierkeller                  | Kleiner massiver Satteldachbau, um Mitte 19. Jahrhundert | D-1-88-120-60 zugehörig Wikidata | Ehemaliger Bierkeller           |
| Herrgottsruh (Standort)        | Herrgottsruhkapelle                    | Backsteinbau um einen Baumstamm herum errichtet, drittes Viertel 19. Jahrhundert | D-1-88-120-81 Wikidata           | weitere Bilder                  |
| Kirchstraße 15 (Standort)      | Pfarrhaus                              | Zweigeschossiger Walmdachbau, mit Eingangslaube, Risalit und Altane, im Reformstil, 1914 | D-1-88-120-61 Wikidata           | weitere Bilder                  |
| Kirchstraße 17 (Standort)      | Katholische Pfarrkirche St. Laurentius | Spätgotisch, Ende 15. Jahrhundert, barocker Ausbau und Verlängerung des Langhauses im 18. Jahrhundert; mit Ausstattung; Friedhofsanlage; Kriegergedächtniskapelle, neubarock mit Portikus, von Richard Steidle, 1922; mit Auffahrtsallee, um 1922 | D-1-88-120-62                    | weitere Bilder                  |
| Kirchstraße 23 (Standort)      | Ehemaliger Zehentstadel                | Massiv, mit großem Halbwalmdach, 17./18. Jahrhundert | D-1-88-120-63 Wikidata           | weitere Bilder                  |
| Schulweg 4 (Standort)          | Ehemaliges Schulhaus Unterbrunn        | Zweigeschossiger, spätklassizistischer Flachsatteldachbau mit Dachüberstand und Putzgliederung, 1880, Treppenhausanbau 1904 | D-1-88-120-64 Wikidata           | Ehemaliges Schulhaus Unterbrunn |
| Weßlinger Straße 20 (Standort) | Wallfahrtskapelle St. Laurentius       | mit Walmdach und hölzerner Eingangsaltane, erste Hälfte 15. Jahrhundert | D-1-88-120-65 Wikidata           | weitere Bilder                  |

## Ehemalige Baudenkmäler
In diesem Abschnitt sind Objekte aufgeführt, die früher einmal in der Denkmalliste eingetragen waren, jetzt aber nicht mehr. Objekte, die in anderem Zusammenhang – also z. B. als Teil eines Baudenkmals – weiter eingetragen sind, sollen hier nicht aufgeführt werden. Aktennummern in diesem Abschnitt sind ehemalige, jetzt nicht mehr gültige Aktennummern.

| Lage                                      | Objekt                          | Beschreibung | Akten-Nr. | Bild                            |
| ----------------------------------------- | ------------------------------- | --- | --------- | ------------------------------- |
| Gauting Münchener Straße 3 (Standort)     | Remise                          | Mitte 19. Jahrhundert, im Kern älter |           | BW                              |
| Gauting Starnberger Straße 1 (Standort)   | Elektrizitätswerk               | Turbinenhaus, Ende 19. Jahrhundert |           | BW                              |
| Gauting Unterbrunner Straße 19 (Standort) | Einfamilienhaus                 | In Ecklage, erdgeschossig, mit steilem, abgewalmten Mansarddach, hohem Zwerchhaus und polygonalem Bodenerker, 1912 von Walter Sartorius |           | BW                              |
| Gauting Zugspitzstraße 9 (Standort)       | Einfamilienhaus                 | Erdgeschossiger Mansarddachbau mit Eingangsnische über Säulen, modern-barockisierend, 1911                                              |           | BW                              |
| Gauting Zugspitzstraße 15 (Standort)      | Remise                          | Wagenschuppen |           | BW                              |
| Stockdorf Alpenstraße 9 (Standort)        | Ehemaliges Kinderheim Stockdorf | Das Heim für pflegebedürftige Kinder wurde 1912 von Franziskanerinnen gegründet und 1955 geschlossen                                    |           | Ehemaliges Kinderheim Stockdorf |
| Stockdorf Zumpestraße 9 (Standort)        | Ehemaliges Schrankenwärterhaus  | Schrankenwärterhaus der Bahnlinie Pasing-Starnberg, zweigeschossiger kleiner Backsteinbau mit überstehendem Satteldach, um 1853/1854    |           | BW                              |